# Ornstein-Uhlenbeck-Prozess

Fünf Pfade von unterschiedlichen Ornstein-Uhlenbeck-Prozessen mit σ=1, θ=1, μ=0.

Der Ornstein-Uhlenbeck-Prozess (oft abgekürzt OU-Prozess oder noch kürzer O-U) ist ein spezieller stochastischer Prozess, welcher nach den beiden niederländischen Physikern George Uhlenbeck (1900–1988) und Leonard Ornstein (1880–1941) benannt ist. Er ist neben der geometrischen Brownschen Bewegung einer der einfachsten und gleichzeitig wichtigsten über eine stochastische Differentialgleichung definierten Prozesse. Im Vasicek-Modell zur Zinssatzmodellierung werden Ornstein-Uhlenbeck-Prozesse verwendet.

## Definition und Parameter
Seien {\displaystyle a,\mu \in \mathbb {R} } und {\displaystyle \theta ,\sigma >0} Konstanten. Ein stochastischer Prozess {\displaystyle (X_{t}),\;t\geq 0} heißt Ornstein-Uhlenbeck-Prozess mit Anfangswert {\displaystyle a}, Gleichgewichtsniveau {\displaystyle \mu }, Steifigkeit {\displaystyle \theta } und Diffusion {\displaystyle \sigma }, wenn er das folgende stochastische Anfangswertproblem löst:
{\displaystyle \mathrm {d} X_{t}=\theta \cdot (\mu -X_{t})\mathrm {d} t+\sigma \mathrm {d} W_{t},\;\;X_{0}=a},
wobei {\displaystyle (W_{t})} ein Standard-Wienerprozess ist.
Die Parameter lassen sich einfach interpretieren und somit bei der Modellierung einer stochastischen Zeitreihe einfach als „Stellschrauben“ verwenden:
- {\displaystyle \mu } ist das gleichgewichtige Niveau des Prozesses (englisch: mean reversion level). Liegt {\displaystyle X_{t}} über diesem Wert, so ist der Driftterm {\displaystyle \theta (\mu -X_{t})} negativ, und die Drift wird den Prozess tendenziell nach unten „ziehen“. Ist {\displaystyle X} kleiner, so ist die Drift positiv und der Prozess wird in Erwartung nach oben gezogen.

- {\displaystyle \theta } (englisch mean reversion speed oder mean reversion rate) gibt an, wie stark die oben beschriebene „Anziehungskraft“ von {\displaystyle \mu } ist. Für kleine Werte von {\displaystyle \theta } verschwindet dieser Effekt, für große Werte wird sich {\displaystyle X} sehr steif um {\displaystyle \mu } entwickeln.

- {\displaystyle \sigma } gibt an, wie stark der Einfluss von {\displaystyle W_{t}} (also des Zufalls) auf den Prozess ist. Für {\displaystyle \sigma =0} wird {\displaystyle X} einfach exponentiell gegen {\displaystyle \mu } konvergieren, bei starker Diffusion wird diese Konvergenz zufällig gestört.

Der Unterschied zum ebenfalls mit dem mean-reversion-Mechanismus ausgestatteten Wurzel-Diffusionsprozess oder der geometrischen Brownschen Bewegung besteht im Wesentlichen darin, dass beim OU-Prozess der Diffusionsterm {\displaystyle \sigma \mathrm {d} W_{t}} konstant, also unabhängig von {\displaystyle X} ist. Dies führt dazu, dass der OU-Prozess im Gegensatz zu den anderen beiden auch negative Werte annehmen kann.

## Lösung der Differentialgleichung
Im Gegensatz zum Wurzel-Diffusionsprozess ist die obige Differentialgleichung explizit lösbar, wenn auch nicht (wie bei der geometrischen brownschen Bewegung) integralfrei darstellbar:
Mit der Lösung {\displaystyle ce^{-\theta t}} der zugehörigen homogenen Gleichung {\displaystyle \mathrm {d} U_{t}=-\theta U_{t}\,\mathrm {d} t} führt Variation der Konstanten auf den Ansatz {\displaystyle X_{t}=Y_{t}e^{-\theta t}}, also {\displaystyle Y_{t}=X_{t}e^{\theta t}}. Wendet man auf die Funktion {\displaystyle h\colon \mathbb {R} \times \mathbb {R} _{+}\to \mathbb {R} ,\;(X_{t},t)\mapsto X_{t}e^{\theta t}} einerseits die Itō-Formel, andererseits die gewöhnliche Kettenregel der Differentialrechnung an, so erhält man
{\displaystyle \mathrm {d} Y_{t}=\theta X_{t}e^{\theta t}\,\mathrm {d} t+e^{\theta t}\mathrm {d} X_{t}=e^{\theta t}\theta \mu \,\mathrm {d} t+\sigma e^{\theta t}\mathrm {d} W_{t}}.
Die obige Identität von 0 bis {\displaystyle t} aufintegriert (wobei {\displaystyle X_{0}=a}) ergibt die Lösung
{\displaystyle X_{t}=ae^{-\theta t}+\mu (1-e^{-\theta t})+\sigma \int _{0}^{t}e^{-\theta (t-s)}\mathrm {d} W_{s}}.

## Eigenschaften

Vergleich von Wiener-Prozessen (oben) und Ornstein-Uhlenbeck-Prozessen (unten) mit gleicher Diffusion, σ=1.

- Ein Ornstein-Uhlenbeck-Prozess ist ein Gauß-Prozess. Dies erkennt man an der obigen Lösung: Der Integrand ist deterministisch, also ist der Wert des Ito-Integrals stets normalverteilt. Wie für jeden Gauß-Prozess ist die Verteilung des Ornstein-Uhlenbeck-Prozesses durch seine Erwartungswert- und Kovarianzfunktion eindeutig bestimmt. Diese ergeben sich als

{\displaystyle \mathrm {E} [X_{t}]=ae^{-\theta t}+\mu (1-e^{-\theta t}),\quad t\geq 0}
und
{\displaystyle \operatorname {Cov} [X_{s},X_{t}]={\frac {\sigma ^{2}}{2\theta }}\,(e^{-\theta |s-t|}-e^{-\theta (s+t)}),\quad s,t\geq 0.}.
Die univariaten Verteilungen der {\displaystyle X_{t}} für {\displaystyle t>0} sind Normalverteilungen:
{\displaystyle X_{t}\sim {\mathcal {N}}\left(ae^{-\theta t}+\mu (1-e^{-\theta t}),{\frac {\sigma ^{2}}{2\theta }}(1-e^{-2\theta t})\right)}.
- Ein Ornstein-Uhlenbeck-Prozess mit nichtstochastischem Anfangswert {\displaystyle a} besitzt eine konstante Erwartungswertfunktion im Fall {\displaystyle a=\mu }.

- Ein Ornstein-Uhlenbeck-Prozess mit nichtstochastischem Anfangswert {\displaystyle a} ist nicht stationär, wie man an der Kovarianzfunktion erkennt, die nicht nur von der Zeitdiffererenz {\displaystyle |s-t|} abhängt. Mit stochastischem Anfangswert existiert ein stationärer Ornstein-Uhlenbeck-Prozess, siehe weiter unten.

- Ein Ornstein-Uhlenbeck-Prozess ist ein gaußscher Markow-Prozess.

- Ein Ornstein-Uhlenbeck-Prozess ist – wie auch der Wurzel-Diffusionsprozess – ein affiner Prozess.

- Ein Ornstein-Uhlenbeck-Prozess entspricht einem Tiefpass-gefilterten weißen Rauschen mit einem linearen IIR-Tiefpassfilter 1. Ordnung mit Grenzfrequenz {\displaystyle f_{c}={\frac {\theta }{2\pi }}}.[1] Sein Spektrum ist daher für niedrige Frequenzen flach, wie beim weißen Rauschen, und für hohe Frequenzen proportional zu 1/f², wie beim roten Rauschen. Im Gegensatz zum rein weißen und roten Rauschen ist das Spektrum des Ornstein-Uhlenbeck-Prozess damit quadratintegrierbar, und der Prozess besser als ideales weißes oder rotes Rauschen auf physikalische Situationen anwendbar, die grundsätzlich amplituden-, bandbreiten und leistungslimitiert sind.

- Ein Ornstein-Uhlenbeck-Prozess entspricht auch einem Hochpass-gefilterten Wiener-Prozess mit einem linearen IIR-Hochpassfilter 1. Ordnung mit Grenzfrequenz {\displaystyle f_{c}={\frac {\theta }{2\pi }}} (siehe Abbildung). Dies geht direkt aus der Definition hervor, die zu einem bestehenden Wiener-Prozess den linearen Filterterm {\displaystyle \theta \cdot (\mu -X_{t})\mathrm {d} t} addiert, der tiefe Frequenzkomponenten dämpft. Im Gegensatz zum skaleninvarianten Wiener-Prozess besitzt der Ornstein-Uhlenbeck-Prozess damit eine Zeitskala und ist in dieser Hinsicht komplizierter. Für Zeitskalen deutlich kleiner als 1/θ kann der Ornstein-Uhlenbeck-Prozess jedoch durch den Wiener-Prozess approximiert werden. Es gilt im Sinne der Verteilungskonvergenz[2]

{\displaystyle \left({\frac {\lambda }{\sqrt {n}}}X_{nt}\right)_{t\geq 0}{\xrightarrow {\mathcal {D}}}(W_{t})_{t\geq 0}.}

## Stochastischer Anfangswert und stationärer Ornstein-Uhlenbeck-Prozess
Ein Ornstein-Uhlenbeck-Prozess mit stochastischen Anfangswert {\displaystyle X_{0}\sim {\mathcal {N}}(\mu _{0},\sigma _{0}^{2})} ist 
{\displaystyle X_{t}=X_{0}e^{-\theta t}+\mu (1-e^{-\theta t})+\sigma \int _{0}^{t}e^{-\theta (t-s)}\mathrm {d} W_{s},\quad t\geq 0}.

### Erwartungswert- und Kovarianzfunktion
Ein Ornstein-Uhlenbeck-Prozess mit stochastischen Anfangswert {\displaystyle X_{0}\sim {\mathcal {N}}(\mu _{0},\sigma _{0}^{2})} hat die auf den Anfangswert {\displaystyle X_{0}} bedingte Erwartungswertfunktion
{\displaystyle \mathrm {E} [X_{t}|X_{0}]=X_{0}e^{-\theta t}+\mu (1-e^{-\theta t}),\quad t\geq 0}
und die auf den Anfangswert bedingte Kovarianzfunktion
{\displaystyle \operatorname {Cov} [X_{s},X_{t}|X_{0}]={\frac {\sigma ^{2}}{2\theta }}\,(e^{-\theta |s-t|}-e^{-\theta (s+t)}),\quad s,t\geq 0\;.}
Hieraus ergeben sich mit {\displaystyle \mathrm {E} [X_{t}]=\mathrm {E} [\mathrm {E} [X_{t}|X_{0}]]} die (unbedingte) Erwartungswertfunktion
{\displaystyle \mathrm {E} [X_{t}]=\mu _{0}e^{-\theta t}+\mu (1-e^{-\theta t}),\quad t\geq 0}
und mit  {\displaystyle \mathrm {Cov} [X_{s},X_{t}]=\mathrm {E} [\mathrm {Cov} [X_{s},X_{t}|X_{0}]]+\mathrm {Cov} [\mathrm {E} [X_{s}|X_{0}],\mathrm {E} [X_{t}|X_{0}]]} die (unbedingte) Kovarianzfunktion
{\displaystyle \operatorname {Cov} [X_{s},X_{t}]={\frac {\sigma ^{2}}{2\theta }}\,(e^{-\theta |s-t|}-e^{-\theta (s+t)})+\sigma _{0}^{2}e^{-\theta (s+t)}\quad s,t\geq 0\;.}
Die weiter oben angegebenen Erwartungswert- und Kovarianzfunktionen für einen Ornstein-Uhlenbeck-Prozess mit nichtstochastischem Anfangswert {\displaystyle a} erhält man als Spezialfall  für {\displaystyle \mu _{0}=a} und {\displaystyle \sigma _{0}^{2}=0}.

### Stationarität
Da ein Ornstein-Uhlenbeck-Prozess  ein Gauß-Prozess ist, fallen die Konzepte der Stationarität im engeren Sinn und der Stationarität im weiteren Sinn zusammen. 
Für den speziellen stochastischen Startwert  {\displaystyle X_{0}\sim {\mathcal {N}}(\mu _{0},\sigma _{0}^{2})} mit 
{\displaystyle \mu _{0}=\mu \quad {\text{und}}\quad \sigma _{0}^{2}={\frac {\sigma ^{2}}{2\theta }}}
erhält man einen stationären Ornstein-Uhlenbeck-Prozess {\displaystyle (X_{t})_{t\geq 0}} mit der Erwartungswertfunktion
{\displaystyle \mu ^{*}(t):=\mathrm {E} [X_{t}]=\mu ,\quad t\geq 0}
und der Kovarianzfunktion
{\displaystyle \gamma ^{*}(s,t):=\mathrm {Cov} [X_{s},X_{t}]={\frac {\sigma ^{2}}{2\theta }}e^{-\theta |s-t|},\quad s,t\geq 0\;.}
Alle Zufallsvariablen {\displaystyle X_{t}} des stationären Ornstein-Uhlenbeck-Prozess {\displaystyle (X_{t})_{t\geq 0}} haben dieselbe univariate Wahrscheinlichkeitsverteilung 
{\displaystyle X_{t}\sim {\mathcal {N}}\left(\mu ,{\frac {\sigma ^{2}}{2\theta }}\right),\quad t\geq 0\;.}

### Stabilität
Der stationäre Ornstein-Uhlenbeck-Prozess kann durch folgende Stabilitätseigenschaft ergänzt werden. Für jeden Ornstein-Uhlenbeck-Prozess mit nichtstochastischem Startwert {\displaystyle a}  gilt
{\displaystyle \lim _{t\to \infty }|\mathrm {E} [X_{t}]-\mu ^{*}(t)|=\lim _{t\to \infty }\left|ae^{-\theta t}+\mu (1-e^{-\theta t})-\mu \right|=0}
und 
{\displaystyle \lim _{\min\{s,t\}\to \infty }|\mathrm {Cov} [X_{s},X_{t}]-\gamma ^{*}(s,t)|=\lim _{\min\{s,t\}\to \infty }\left|{\frac {\sigma ^{2}}{2\theta }}(e^{-\theta |s-t|}-e^{-\theta (s+t)})-{\frac {\sigma ^{2}}{2\theta }}e^{-\theta |s-t|}\right|=0\;.}
Da die Verteilungen von Gauß-Prozessen durch ihre Erwartungswert- und Kovarianzfunktion festliegen, bedeutet dies, dass sich alle Ornstein-Uhlenbeck-Prozesse, die mit nichtstochastischem Anfangswert starten, für fortschreitende Zeit dem stationären Ornstein-Uhlenbeck-Prozess mit der Erwartungswertfunktion {\displaystyle \mu ^{*}} und der Kovarianzfunktion {\displaystyle \gamma ^{*}} annähern. 

## Lévy-Prozesse

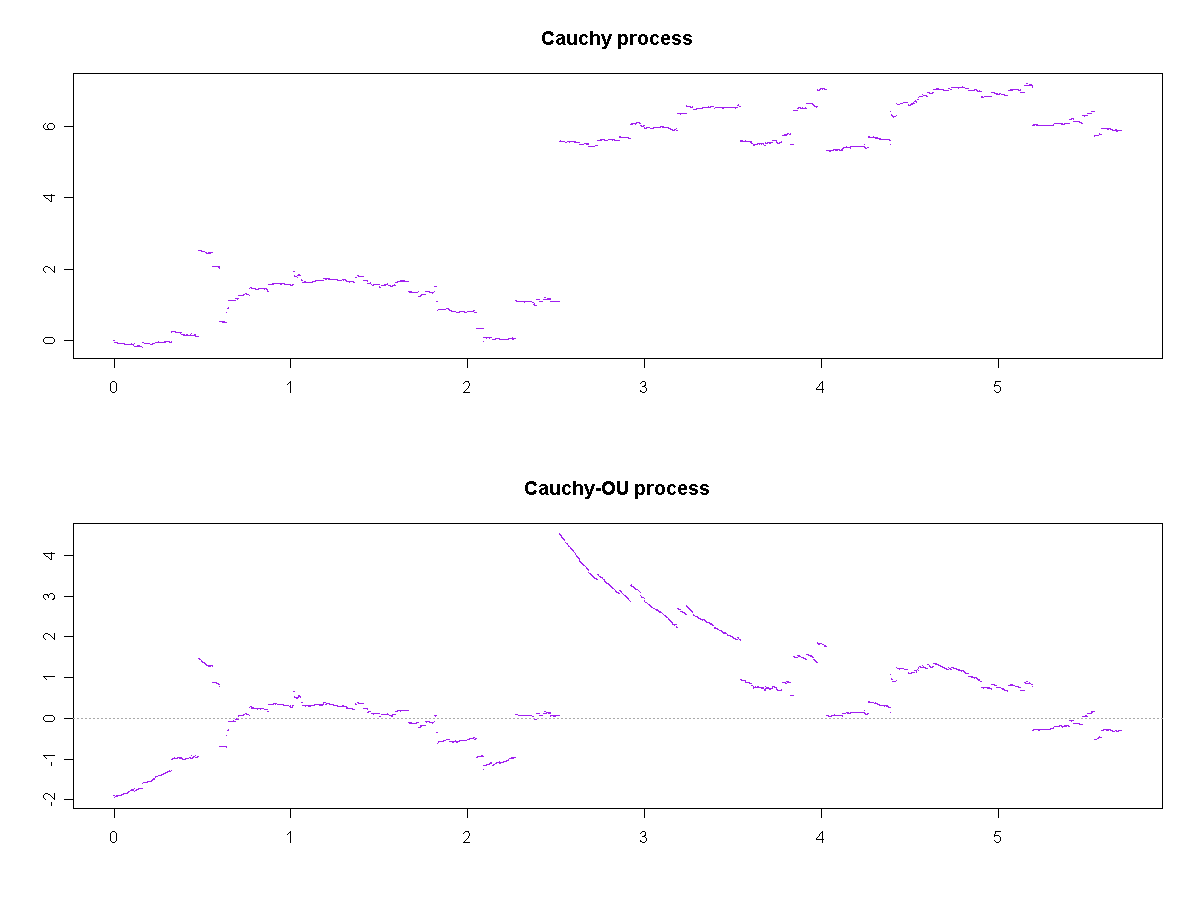
Pfad eines Cauchy-OU-Prozesses

Wird die definierende Differentialgleichung von einem anderen Lévy-Prozess als der brownschen Bewegung angetrieben, so erhält man auch einen (nicht-gaußschen) Ornstein-Uhlenbeck-Prozess.